# Vol Horizon Air 2658
Le 15 avril 1988, un De Havilland Canada DHC-8-100 effectuant le vol Horizon Air 2658, un vol régional régulier reliant Seattle à Spokane, dans l'État de Washington, subit un incendie sur le moteur droit peu de temps après son décollage de l'aéroport international de Seattle-Tacoma. 
Lors de l'atterrissage d'urgence effectué par les pilotes, ils perdent la capacité de freinage et le contrôle directionnel de l'avion, qui sort de la piste et percute plusieurs chariots à bagages et passerelles aéroportuaires avant de prendre feu. Bien que l'avion ait été en grande partie détruit lors de l'accident et de l'incendie qui a suivi, on ne dénombre aucune victimes parmi les 40 passagers et membres d'équipage présents à bord.

## Contexte

### Avion
L'aéronef impliqué est un De Havilland Canada DHC-8-102, construit par De Havilland Canada en décembre 1985. Il a effectué son premier vol en 1986, puis a été livré à Horizon Air en février 1987, sous l'immatriculation N819PH (numéro de série 061). Ce bi-turbopropulseur totalise 3 106 heures de vol et a effectué 4 097 cycles (décollage/atterrissage) avant l'accident.

### Équipage
Le commandant de bord est Carl Eric Carlson (38 ans). Il avait été embauché par Air Oregon (en) en juin 1979 ; lors de la fusion d'Air Oregon avec Horizon Air, il a été embauché par la compagnie aérienne en septembre 1981. Outre le DHC-8, il est également qualifié sur Fairchild Metroliner. Il totalise 9 328 heures de vol, dont 981 heures sur DHC-8. Le copilote est Mark Raymond Hilstad (35 ans), qui a été embauché par Horizon Air en mars 1987. Au moment de l'accident, il compte 3 849 heures de vol à son actif, dont 642 heures sur DHC-8.

## Déroulement des faits
Le vol 2658 effectuait un vol intérieur régulier entre Seattle et Spokane. Le jour de l'accident, l'avion était à pleine charge avec trois membres d'équipage et 37 passagers. Une inspection pré-vol, effectuée par le copilote Hilstad, n'a révélé aucune anomalie particulière. À 18 h 10, le vol 2658 a effectué son repoussage et a été autorisé à rouler vers la piste 16L trois minutes plus tard. Il a été autorisé à décoller de l'aéroport international de Seattle-Tacoma à 18 h 25 et le commandant Carlson a entamé la course au décollage peu de temps après. La course au décollage s'est déroulée normalement et l'avion a décollé à une vitesse de 101 nœuds (187 km/h). 
Après le décollage, le vol 2658 est monté à une altitude d'environ 1 000 pieds (300 m) et a entamé un virage à gauche. À ce moment, l'un des passagers a remarqué une fuite de carburant au niveau du moteur droit. Une fois le virage terminé et l'avion en palier, la quantité de liquide déversée a diminué. À peu près au même moment, l'équipage a constaté une perte de puissance sur le moteur droit. Le commandant Carlson a poussé les manettes des gaz au maximum, mais le moteur droit n'a pas réagi. L'équipage a décidé de faire demi-tour vers l'aéroport et le copilote Hilstad a déclaré une urgence au contrôle aérien (ATC). Il a alors effectué une étape de vent arrière et, à 18 h 30 et à environ 5 300 pieds (1 600 m) de la piste, l'équipage a sorti le train d'atterrissage. 

Schéma représentant la déviation de l'avion hors de la piste, lors de l'atterrissage.

En s'engageant sur la trajectoire d'approche finale, le copilote Hilstad a observé un flash lumineux à l'intérieur du moteur droit. Il a remarqué qu'une partie du panneau de l'aile droite s'était détachée et était en feu. Le passager qui avait précédemment observé la fuite de carburant a également observé l'incendie et la chute de plusieurs morceaux du capot moteur. Après que le copilote a informé le commandant Carlson de la présence d'un incendie, l'équipage a déployé les volets à 15° et activé le système anti-incendie du moteur droit. Le copilote Hilstad a néanmoins observé un incendie provenant du côté droit de l'avion.
À environ 30 m du sol, l'équipage a constaté que les commandes de vol étaient plus lentes que d'habitude. Le vol 2658 a atterri sur la piste 16L à 18 h 31 et a immédiatement commencé à virer à gauche de l'axe de la piste. Le commandant Carlson a tenté d'utiliser le volant, le freinage différentiel et la gouverne de direction, mais a constaté qu'il n'avait aucun contrôle directionnel sur l'appareil. Il a rapidement serré les freins de stationnement d'urgence, afin de tenter de ralentir l'avion. Le copilote Hilstad a informé l'ATC qu'ils étaient hors de contrôle, avant que l'avion ne passe légèrement à côté de la tour de contrôle. L'aile gauche a d'abord heurté la passerelle aéroportuaire B7, causant des dommages importants à l'avion. L'aile gauche est ensuite entrée en collision avec la passerelle B9, entraînant sa séparation du reste de l'avion, qui a ensuite heurté et détruit plusieurs chariots à bagages et pièces d'équipement au sol alors qu'il traversait la zone entre les passerelles B7 et B9 et s'est immobilisé contre la passerelle B11 à 18 h 32.

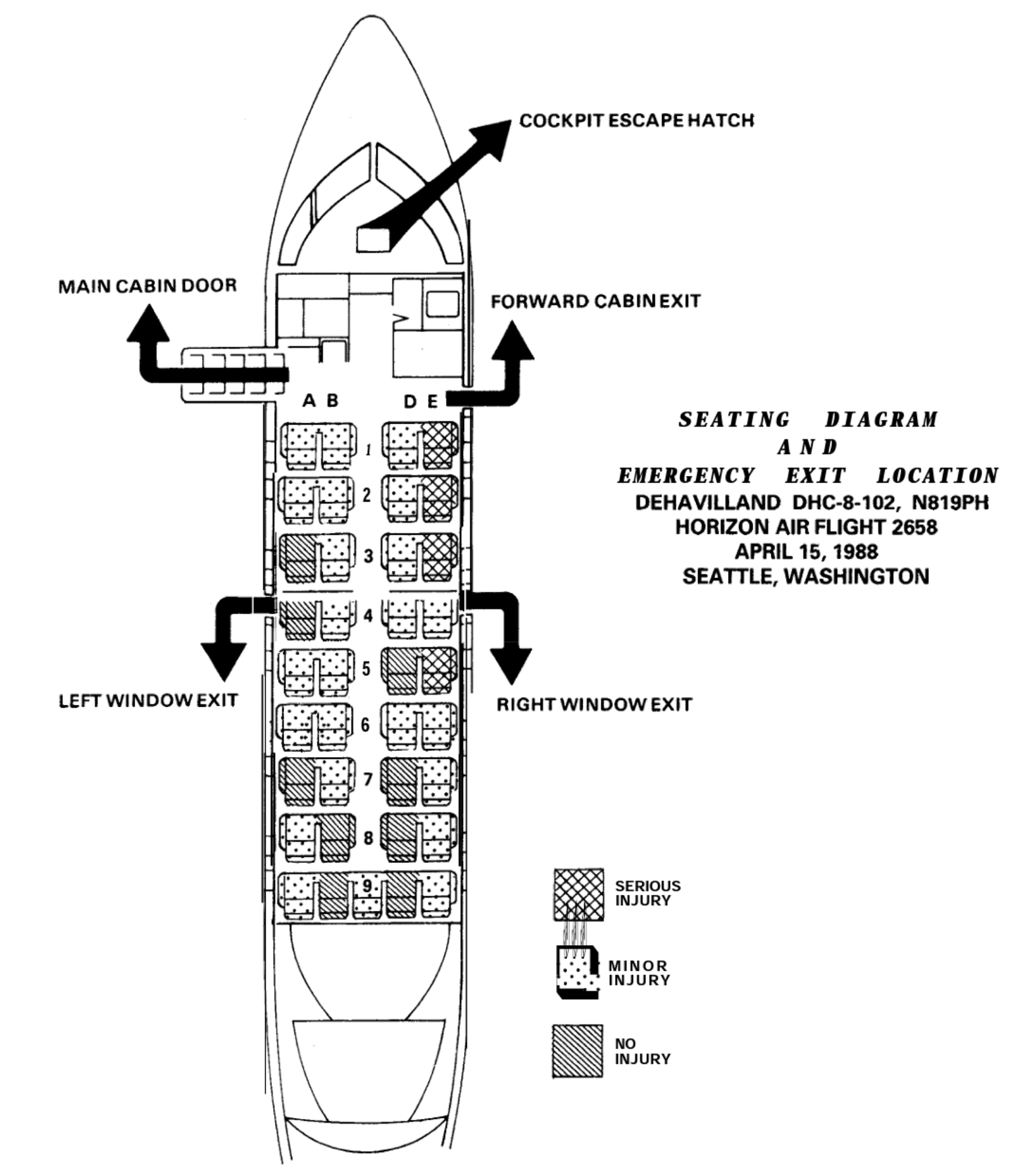
Plan de la cabine de l'appareil accidenté.

Les opérations de lutte anti-incendie et de sauvetage ont été lancées seulement 15 secondes après l'arrêt de l'avion sur le tarmac. L'accident n'a pas fait de victime, mais 27 personnes ont été légèrement blessées et 4 grièvement blessées. Les quatre passagers grièvement blessés étaient tous assis du côté droit de l'appareil. Par la suite, 18 personnes ont été transportées à l'hôpital en ambulance. Les trois membres de l'équipage ont été les dernières à quitter l'avion, attendant que les pompiers ouvrent la porte du cockpit bloquée de l'extérieur.
L'avion a subi des dommages importants dus à l'incendie du moteur en vol et a été détruit lors de l'impact avec plusieurs obstacles au sol. L'appareil a été jugé irréparable, ce qui en fait le premier accident aérien impliquant la perte totale d'un DHC-8. Outre l'avion, plusieurs pièces d'équipement ont été endommagées ou détruites, dont un panneau de marquage de piste, un chariot à bagages, un véhicule aéroportuaire, un groupe auxiliaire de puissance externe et trois passerelles.

## Enquête
Le Conseil national de la sécurité des transports (NTSB) a mené l'enquête sur cet accident. L'équipe d'enquêteurs est arrivée sur les lieux le lendemain après-midi ; elle comprenait également des représentants de la Federal Aviation Administration (FAA), d'Horizon Air et de De Havilland Canada.
L'enregistreur de paramètres (FDR) et l'enregistreur phonique (CVR) ont été récupérés intacts à l'intérieur de l'épave. Cependant, certaines données post-atterrissage n'ont pas été enregistrées sur le FDR, probablement en raison de la perte partielle de puissance causée par l'incendie.
L'aile droite a été gravement endommagée par le feu. Un panneau d'accès au moteur droit a également été récupéré à 3 100 m de l'aéroport, dans la cour d'une école. Aucune trace d'incendie n'a été constatée sur ce panneau. Le NTSB a conclu que le panneau d'accès était tombé en raison de l'explosion du carburant en vol

Photo du vol 2658 lors de l'approche finale, avec un incendie sur le moteur droit.

Une caméra de vidéosurveillance installée à l'aéroport a filmé l'atterrissage, le décollage et le crash du vol 2658. Une analyse électronique a été utilisée pour analyser chacune des images. De plus, le NTSB a constaté que les aérofreins ne se sont pas déployés après l'atterrissage.
Le NTSB a enquêté sur la perte de contrôle directionnel lors de l'atterrissage. Habituellement, une pompe de secours alimente en pression hydraulique les différents dispositifs de commande, notamment les aérofreins, les freins de stationnement et la direction du train d'atterrissage avant, même si le moteur droit est à l'arrêt. Cependant, en raison de l'incendie, le circuit hydraulique de secours n'a pas fonctionné. La même panne s'est produite pour le circuit hydraulique du moteur gauche, rendant également inutilisables les aérofreins, le freinage de secours, les freins de stationnement, la direction du train avant et la gouverne de direction. Le NTSB a conclu que l'incendie a entraîné une défaillance de l'ensemble des circuits hydrauliques du DHC-8, ce qui a empêché l'équipage de ralentir et de contrôler l'avion après l'atterrissage.

En mars 1989, le NTSB a publié son rapport final et a déterminé la cause probable de l'accident du vol 2658 comme étant :

« La cause probable de cet accident est une mauvaise installation du couvercle du filtre à carburant haute pression, qui a provoqué une fuite massive de carburant et un incendie dans la nacelle du moteur droit. Cette mauvaise installation a probablement été effectuée par le motoriste ; cependant, l'incapacité du personnel de maintenance de la compagnie aérienne à la détecter et à la corriger a contribué à l'accident. La perte des panneaux d'accès centraux du moteur droit, due à une explosion de carburant, a également contribué à l'accident. Cette explosion a neutralisé le système anti-incendie et a provoqué la destruction des conduites hydrauliques, entraînant la perte totale de contrôle de l'avion au sol. »